# Infierno, canto trigésimo cuarto

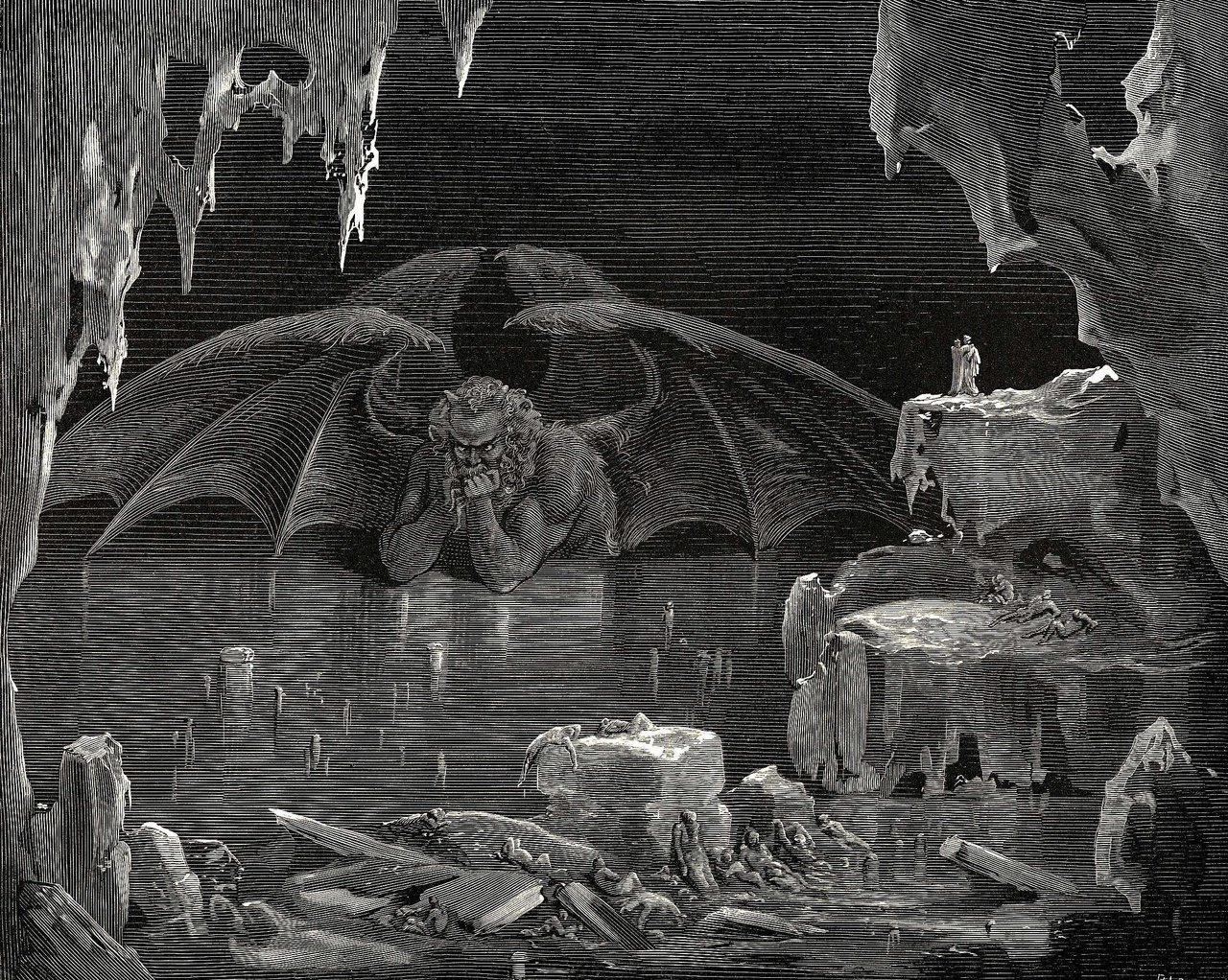
La Judeca y Lucifer (Canto XXXIV). Ilustración de Paul Gustave Doré.

El canto trigésimo cuarto del Infierno de Dante Alighieri se sitúa en la cuarta zona del noveno círculo, en el hielo del Cocito, donde son castigados los traidores de los benefactores. Estamos en la noche del 9 de abril de 1300 (Sábado Santo), o según otros comentadores del 26 de marzo de 1300.
Se trata del último canto del Infierno: Dante y Virgilio ven a Lucifer, principio de todo mal, y bajan al centro de la tierra a través de su cuerpo, hasta salir por el otro hemisferio donde se encuentra el Purgatorio, objeto del próximo libro.

## Incipit
« Canto XXXIV e ultimo de la prima cantica di Dante Alleghieri di Fiorenza, nel qual canto tratta di Belzebù principe de’ dimoni e de’ traditori di loro signori, e narra come uscie de l’inferno. »
(Anónimo comentador dantesco del siglo XIV)
(traducción: Canto XXXIV y último de la primera cántica de Dante Alleghieri de Florencia, en cuyo canto trata de Belcebú, príncipe de los demonios y traidor a sus señores, y narra cómo sale del infierno.)

## Análisis del canto

### La Judeca: los traidores de los benefactores - versos 1-15
Vexilla regis prodeunt inferni
v. 1

Inicia, el último canto del Infierno, con la única frase en latín de todo el primer libro: significa "las insignas del rey del Infierno avanzan" y es una cita del célebre himno de Venancio Fortunato, donde en lugar de las insignas de la vera cruz, por las cuales fue compuesta y entrando después en la liturgia de la Semana Santa, Dante agrega "inferni", para introducir solemnemente la visión de Lucifer.
Dice entonces Virgilio que las insignas, entendidas como los signos, del rey de los ínferos avanzan hacia ellos, y por lo tanto invita a Dante a mirar hacia adelante para verlo. Dante cree ver una especie de edificio, como un molino que de noche aparece en medio de la niebla. Un fuerte viento hace estremecer al poeta que usa como escudo a su guía, porque no había otra roca, es decir no había donde protegerse.
Mirando alrededor Dante ve la más aterradora desolación, tanto que el Dante-narrador también tiembla al "poner en metro", es decir al componer la poesía: las sombras de los condenados estaban todas cubiertas en el hielo, y se transparentaban como paja de vidrio. De estas almas algunas están echadas en el suelo, otras rectas con la cabeza hacia arriba o hacia abajo, otras como un arco, con la cabeza doblada en los pies. Probablemente a cada una de estas posiciones corresponde un distinto grado de culpa, pero Dante no da explicación alguna: los condenados están petrificados y callados, ninguno es señalado por Dante ni por Virgilio. Solo más tarde (en el v. 117) se sabrá que esta zona del noveno círculo es la Judeca, que toma el nombre de Judas Iscariote. No está claro, por falta de indicios, si aquí están castigados los traidores hacia la Iglesia y el Imperio o aquellos más genéricamente hacia sus benefactores. Solo tres sumos pecadores serán nombrados en boca del Diablo y de aquellos se intentó saber cual es la culpa de los otros.

### Lucifer - vv. 16-56

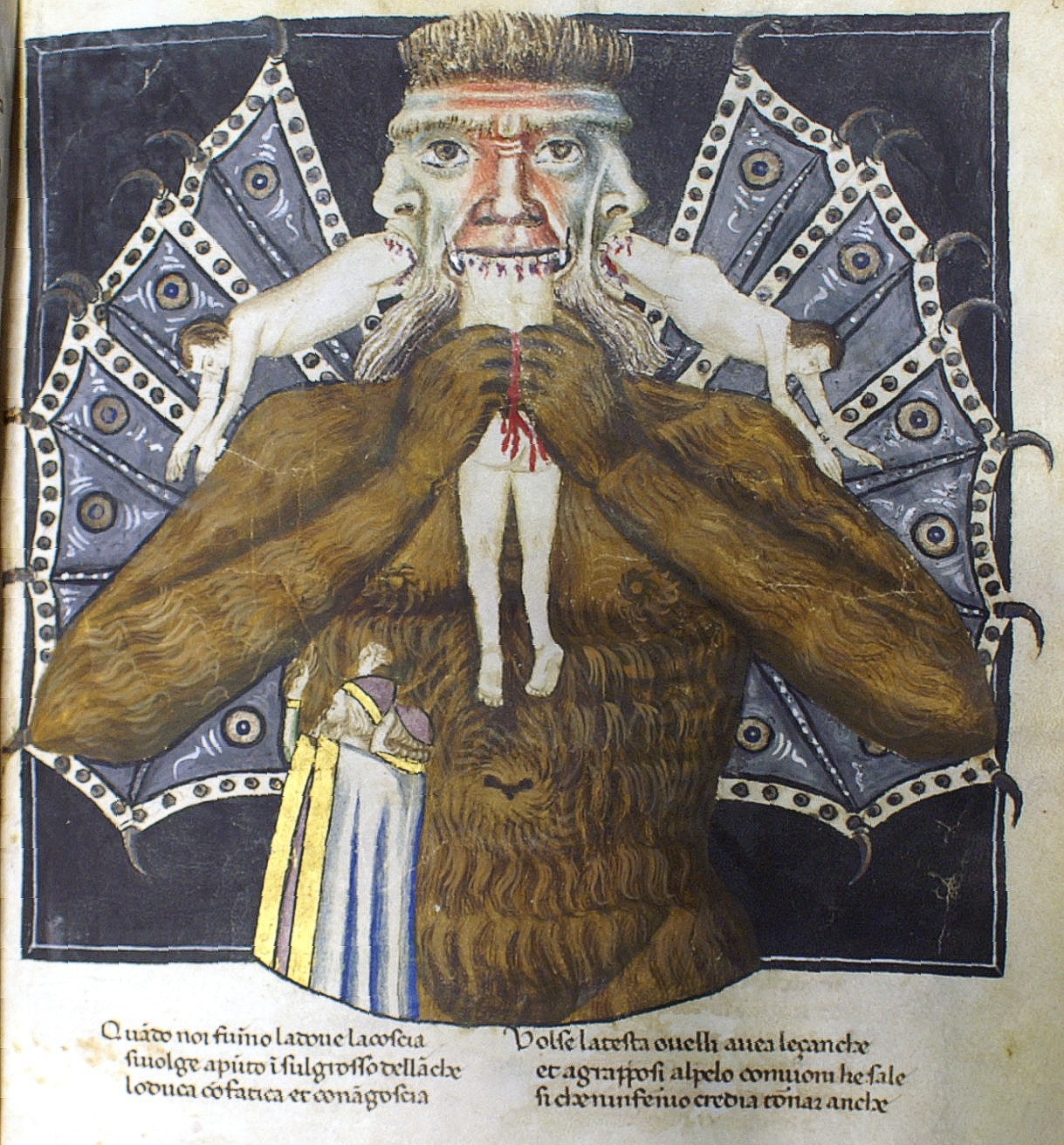
Lucifer, del Codex Altonensis.

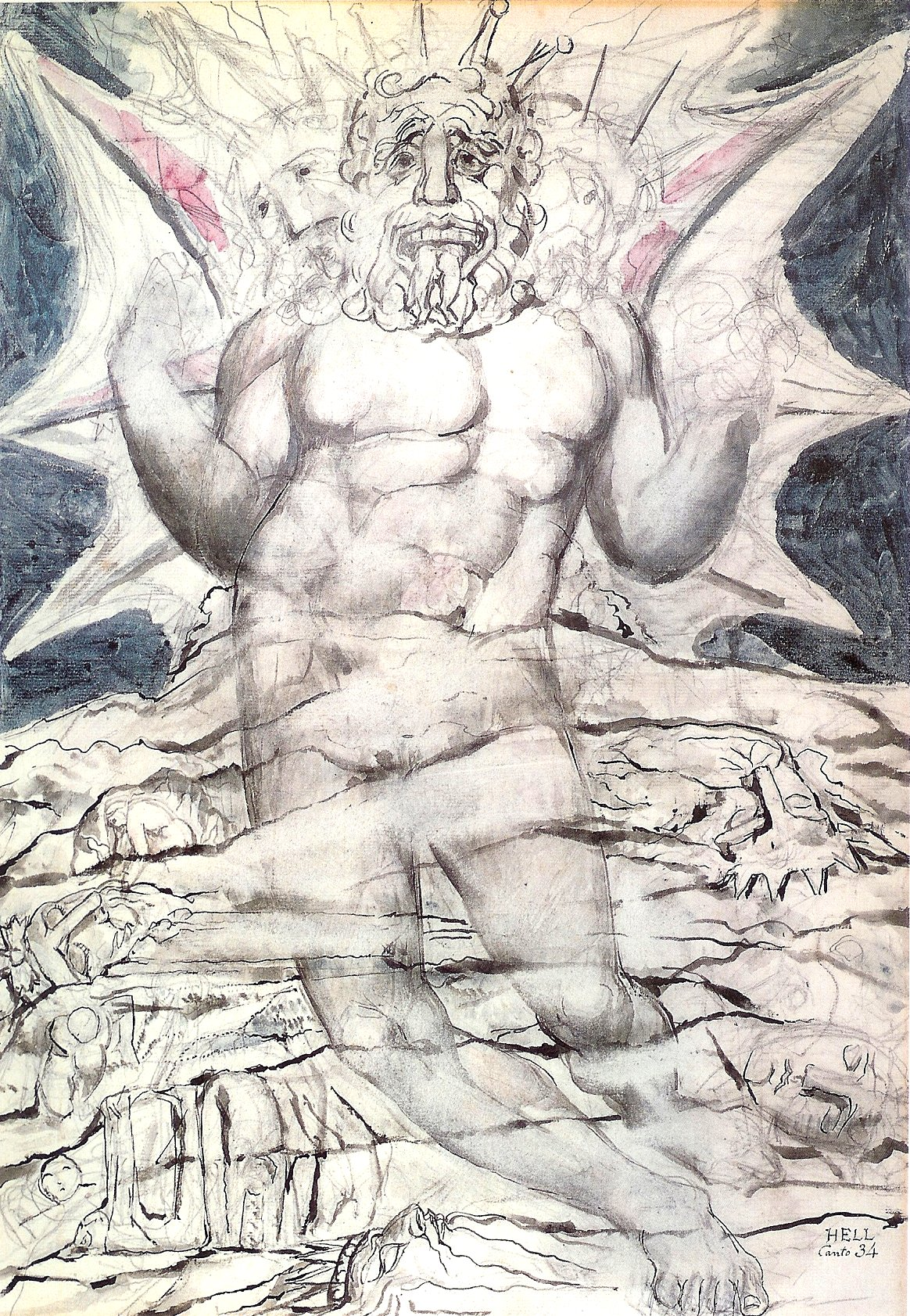
Lucifer, imaginado por William Blake.

Cuando los dos están lo suficientemente cerca para ver la criatura que tuvo el bello semblante, Virgilio se corre de delante de Dante y le deja la visual libre diciéndole: "He aquí Dite, y aquí el lugar donde importa que de fortaleza te armes".
Dante espera entonces un momento para describir la visión culminante del Infierno y para crear expectativas en el lector interpone primero algunas sensaciones: se queda helado y sin voz, pero el lector es mejor que no pregunte, porque todo discurso sería poco, es decir que cualquier palabra sería insuficiente. Dante dice que no morí y no quedéme vivo (se diría hoy "medio muerto"), y que el lector ya puede imaginar que quiere decir quedarse sin vida y muerte.
En este punto inicia la descripción de la aparición:

El emperador del doloroso reino

del medio pecho salía fuera de la helada.
vv. 28-29

Dante ve a Lucifer como un emperador decaído, que está confinado en el hielo hasta el pecho. Es un derrotado hecho impotente por Dios, por lo tanto es también ridiculizable por los hombres: Giotto lo pintó obeso en la Capilla de los Scrovegni (1306), en tanto que Dante lo usará como escalera. Su inmóvil enormidad le hace pensar en los Gigantes del canto XXXI, justamente con ellos Dante lo compara, usándose a sí mismo como término de comparación: hay más proporción entre un gigante y él, que entre un gigante y los brazos de Lucifer, calculando entonces con aproximación una altura total de Satanás de entre 1100 y 1200 metros.
Si el hubiese sido bello (antes de rebelarse) cuanto es ahora de feo y alzó las cejas (es decir se rebeló) contra su Creador, en lugar de ser agradecido por la belleza que él le había donado, ahora es bien natural que de él proceda todo mal.
Gran estupor generan en Dante las tres caras monstruosas del demonio: una central roja, las otras blanco-amarilla (la de la derecha) y negra (la de la izquierda) (como aquella de los que vienen del valle del Nilo, es decir los etíopes) se reunían detrás de la nuca, donde algunos animales tiene la cresta. Además de la connotación de los colores, no del todo descifrada (quizás una antítesis al blanco, verde y rojo de las tres virtudes teologales, la Fe, la esperanza, y la caridad), las tres caras serían el castigo de Lucifer: como él aspiraba a ser Dios, ahora es una monstruosa parodia del opuesto a la Trinidad. Si las características divinas son la divina potestad, / la suma sabiduría y el primer amor (Inf. III, vv. 5-6), aquellas de Satanás serían entonces, por contraste, impotencia, ignorancia y odio.
Bajo cada cara bajan dos grandes alas proporcionadas con el enorme pájaro (metáfora del cuerpo de Lucifer). Dante confiesa no haber visto nunca alas así y que no tenían plumas, eran parecidas a las de murciélago. Las tres copias de alas son también características de los ángeles Serafines, los más cercanos a Dios, del cual pertenecía también Lucifer. De estas alas tienen origen tres vientos que hielan todo el Cocito. El particular de las alas y de las tres caras (antítesis de la Santísima Trinidad) son las únicas concesiones al monstruoso Satanás de Dante: están ausentes todos los elementos grotescos (cuernos, colas de serpiente, garras articuladas etc) típicos de las contemporáneas representaciones literarias e iconográficas (se piense al diablo de los mosaicos del Baptistero de San Juan que Dante conocía muy bien).
A las tres caras corresponden seis ojos lacrimosos y tres mentes que gotean llanto y la sangrienta baba: así porque de cada boca cuelga un condenado, por un total de tres.

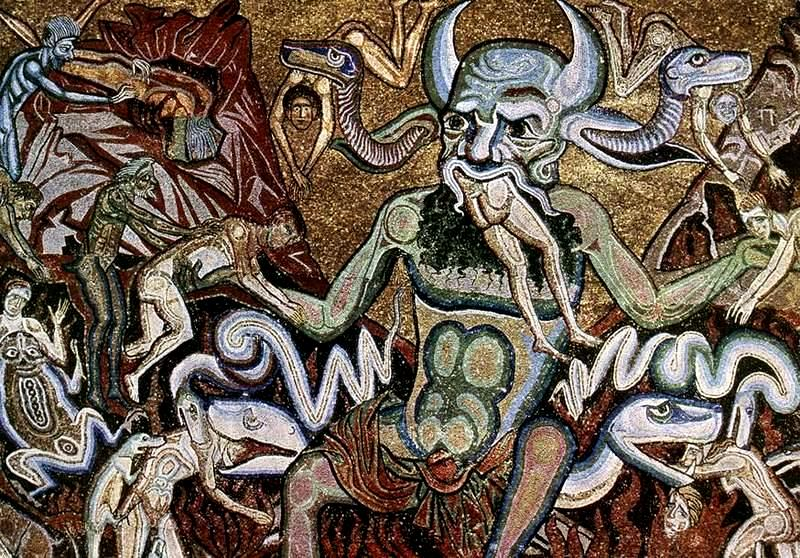
Lucifero (¿Coppo di Marcovaldo?), mosaicos del techo del baptisterio de Florencia
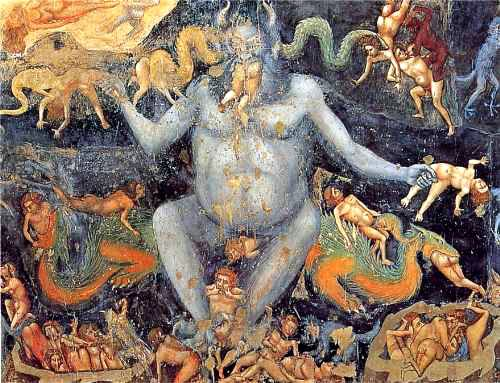
Satanás di Giotto, Capilla de los Scrovegni, Padua
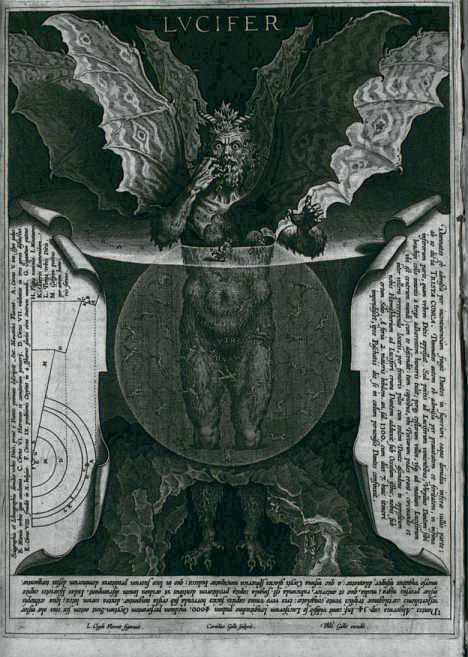
Lucifer, de Alessandro Vellutello (1534)

### Judas, Bruto y Casio - vv. 57-67
En el de adelante, las mordidas no contaban nada en comparación con los arañazos que el Diablo le infringía sobre la espalda. Virgilio lo indica como Judas Iscariote, con la cabeza en la boca y las piernas que salen hacia afuera. Los otros dos son Marco Junio Bruto, en la cabeza izquierda negra, que se retuerce pero no habla, el otro es Casio Longino membrudo, es decir robusto (sobre el atributo de su grandeza quizás Dante se confunde con Lucio Casio, seguidor de Catilina, citado por Cicerón).
En los tres sumos traidores Dante quiso golpear a aquellos que atentaron contra los dos máximos poderes, ambas preordenados por Dios como guías de la humanidad para llegar a la felicidad terrena y a la del otro mundo. Judas traicionó a Jesús del cual deriva la autoridad de los papas y Bruto y Casio traicionaron a Julio César, el "primer sumo príncipe", fundador de la autoridad imperial querida por la providencia. El castigo infligido al primero es más grave porque el poder espiritual y el fin de la bendición celeste sobresalen sobre el poder temporal y el fin de la felicidad terrena.
Dante no cita la trivialidad, presente en cambio en muchas obras de pintura ya citadas, como en Giotto, del diablo que 'evacua' a los pecadores para después volver a atormentarlos.

### Descenso de los poetas a través del cuerpo de Lucifer - vv. 68-99

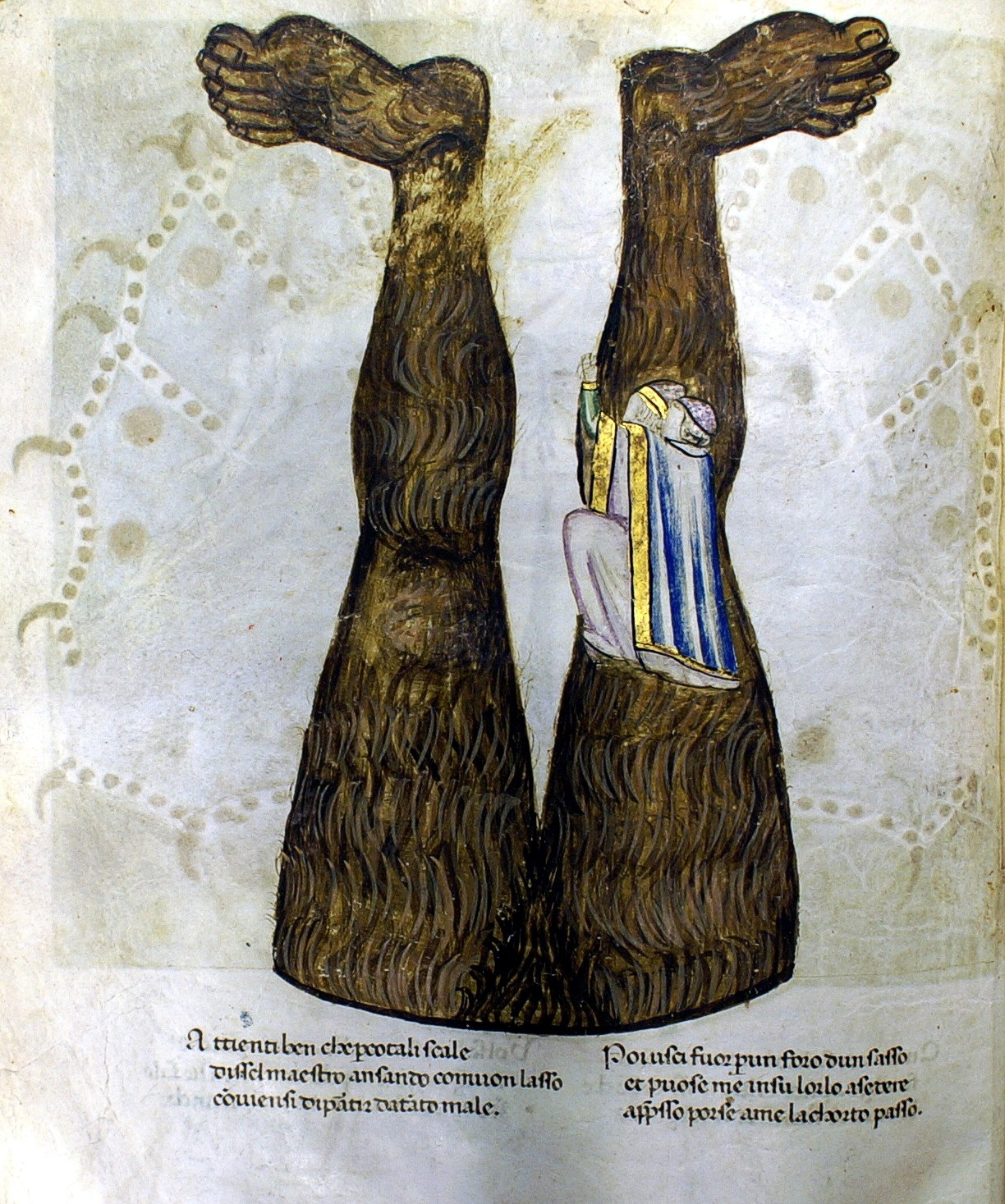
Lucifer invertido, del Codex Altonensis.

El Lucifer dantesco no interactúa mínimamente con los dos peregrinos, aislado en su inalcanzable soledad. Durante la descripción los dos poetas se acercaron hasta estar en presencia de Satanás y entonces Virgilio invita a Dante a agarrarse a su cuello y con un salto, cuando las alas están abiertas en posición favorable, se agarra al busto peludo del demonio e inicia a bajar de pelo en pelo. Llegados al punto donde nace la pierna sobre el anca, Virgilio, con fatiga y angustia, volvió la cabeza hacia las zancas y comienza a subir. Dante cree que está volviendo al Infierno, pero, mientras el maestro lo intima a agarrarse fuerte porque aquellas son las únicas escaleras para alejarse de tanto mal, ellos pasaron el centro de la tierra y entraron en el hemisferio sur, por eso la gravedad es inversa y la dirección donde antes se bajaba ahora se sube.
Esta escalada a través del inicio del mal puede ser también leída en sentido alegórico, como condición necesaria de conocimiento total antes de subir a la purificación del Purgatorio.
Entonces Virgilio sale a través del agujero de una roca y mete allí a Dante a sentarse sobre el borde. Sucesivamente dirige hacia Dante su paso prudente.
Levantando los ojos, ve Dante con sorpresa las piernas de Lucifer invertidas, pero los ignorantes (la grosera gente) que no entendieron el punto por él atravesado quizás lo consideren trastornado. 
Virgilio incita a Dante a partir de inmediato, porque la ruta es larga y el camino áspero (es decir difícil) y que es la mitad de la tercera parte del día (es decir entre las 6 y las 9, es decir las 7:30 casi). El pasaje no era de hecho una galería de palacio, sino una caverna natural, con el suelo feo y la luz escasa.

### Explicación cosmológica de Virgilio - vv. 100-126

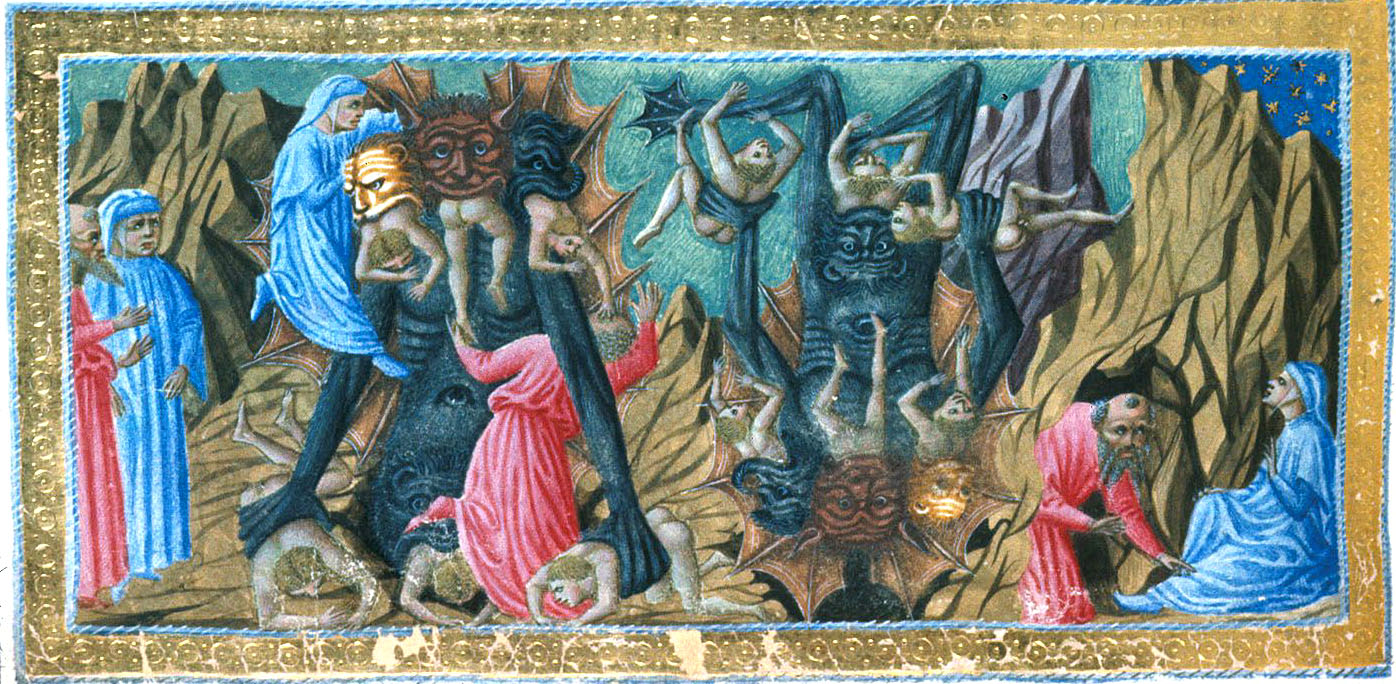
Canto XXXIV, Priamo della Quercia.

Mientras los dos retoman el camino Dante pide a Virgilio si, antes de dejar definitivamente el Infierno, puede solucionarle una cuestión: sobre qué paso con el hielo, sobre por qué Satanás esté invertido y sobre porqué el sol hizo una trayectoria de la noche a la mañana en 12 horas.
Virgilio inicia su explicación diciendo a Dante que ellos están en el nuevo hemisferio, no más en aquel donde él se agarró de la piel del infame verme, porque ellos han pasado el punto al cual tienden todos los pesos, es decir el centro de la tierra. Aquí está el hemisferio contrapuesto a aquel tapado por las tierras emergidas bajo el cual meridiano más alto nació aquel que vivió sin pecados (es decir Jesús en Jerusalén, la ciudad según la cual la geografía de la época se consideraba debajo del meridiano principal). Respondiendo entonces a la primera pregunta de Dante le dice que ellos ahora caminan sobre una pequeña esfera que cubre la otra cara de la Judeca, del último lago congelado. Y sobre la tercera pregunta explica que cuando allí es de noche aquí es de mañana. Y que Lucifer, finalmente, está como estaba antes.
Él, como ángel rebelde, cuando cayó del cielo se hundió en este hemisferio con la cabeza hacia abajo y la tierra, para no tocarlo se escondió debajo del mar, sobresaliendo por el otro hemisferio. El Diablo quedó confinado en el centro de la tierra y todo lo que estaba alrededor suyo, para escapar, se movió escapando hacia el hemisferio austral, dejando vacío alrededor. Con esta explicación se quiere enfatizar como también la tierra escape del contacto con el Diablo.

### Ascenso a las antípodas del Infierno - vv. 127-139

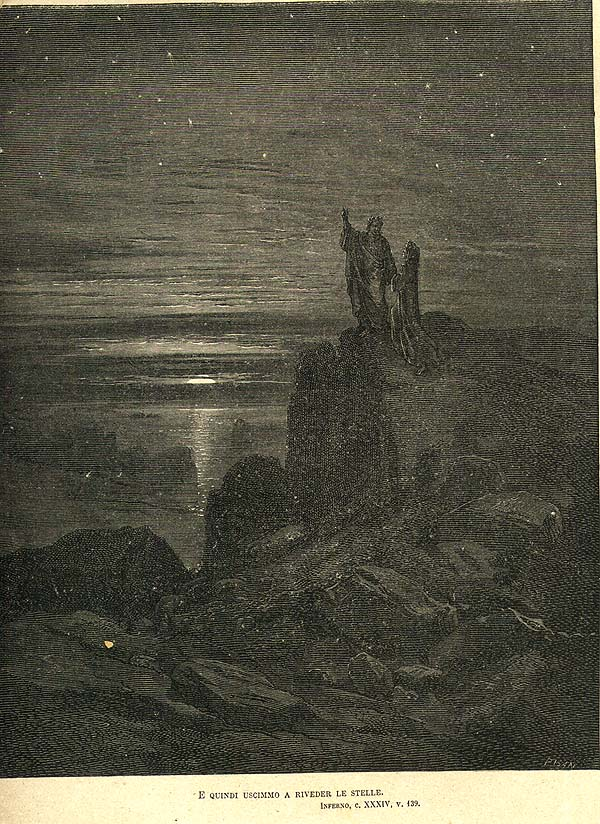
Salida del Infierno, Gustave Doré.

Desde Belcebú entonces, continúa Virgilio, hay un lugar tan largo como la tumba (es decir la gruta en las antípodas por la cual Dante caminó después de separarse de los pelos del Lucifer), donde se reconoce por el sonido un arroyo, no por la vista, que fluye por el hoyo de una piedra que erosionó y de poca pendiente. En general esta arroyo viene interpretado como el Lete, que fluye en el Paraíso terrestre y que después de haber lavado a las almas del purgatorio de los recuerdos de sus culpas corre hacia el Cocito con los malos que lleva, así como los ríos infernales corren por el otro hemisferio.
Virgilio y Dante entonces atraviesan aquel camino escondido, e inician la subida que los lleva al claro mundo, sin descansar y en fila, hasta que Dante no vio tanto que vi las cosas bellas / que lleva el Cielo por una apertura redonda.

Y entonces salimos a ver las estrellas.
vv. 139

El viaje en el Infierno duró 24 horas desde la puesta del sol en la selva oscura y se necesitarán otras 21 para salir hacia la superficie terrestre, desde la mañana hasta la noche sucesiva, con la llegada poco antes del amanecer al monte del Purgatorio.
Se concluye el Infierno, con la palabra "estrella", que, como en los otros dos libros, cierra la historia, dado que para Dante las estrellas (como sedes del Paraíso) son el destino natural del hombre y de sus ganas de conocimiento, a través del esfuerzo para subir a ver hacia arriba. Con las referencias a la claridad y a la luz (vv. 96, 105, 118, 134), a las cosas bellas y a las estrellas Dante inicia a presagiar el Purgatorio, donde será totalmente distinto el tono de la poesía.